# Jenny Silver
Jenny Maria Silver, född Ölund den 22 januari 1974 i Helsingborg, är en svensk sångerska och lokförare. Hon har tidigare framträtt under namnet Jenny Öhlund.

## Karriär
Jenny Silver var sångerska i det svenska dansbandet Candela (på Mariann Grammofon) från 1991 och fram till årsskiftet 1996–1997. Bandet slog igenom i hela Sverige i början av 1994 och hade flera hitlåtar på Svensktoppen. Framgången samt hennes växande popularitet väckte stor uppmärksamhet och hon fick titeln dansbandsdrottning i media och benämndes ofta som "efterträdare" till Lotta Engberg.
1997 släpptes soloalbumet Lycklig på Andersson Records. En andra soloplatta började spelas in 1999 för Andersson/WMS men projektet strandade under inspelningarna på grund av meningsskiljaktigheter angående inriktning och produktion.  
Åren 2000–2004 var hon sångerska och frontfigur i rockbandet Holden (med spelningar på bland annat CBGB i New York och The Troubadour i Los Angeles, samt uppmärksammade i ett program på radiokanalen KCRW i L.A.) (Dead Frog Records). Hon har även samarbetat med andra svenska artister som till exempel Totta Näslund, Åsa Jinder, Owe Thörnqvist, turnerat som duettpartner med skådespelaren Thorsten Flinck och gjort huvudroller i musikaler som Evita och Jesus Christ Superstar. År 2004 spelade hon in en cover på Sex Pistols punkklassiker "God Save the Queen" tillsammans med Downliners Sect på samlingsalbumet Rendezvous.
I maj 2007 släpptes Ett äventyr, som är en duett med Emrik Larsson även känd som sångare i funkkollektivet Stonefunkers från Göteborg. I november samma år kom debutplattan Remote Control från bandet Debbies Wife: en göteborgsk allstars-konstellation bestående av, förutom Jenny Silver, Peppe Carlsson (sång), Göteborgs baslegendar Nikke Ström, Fabian Kallerdahl, Holger Berg, Flamman, Micke Edlund, Johan Håkansson och gästgitarrist Bengan Blomgren. Albumet är producerat av Hans Olsson (Universal Poplab, Timo Räisänen) och Peppe Carlsson.
Hon har kunnat ses i fler musikalsammanhang, bland annat som Sarah Brown i Guys and Dolls som spelades på Slagthuset (Malmö) under 2007 mot bland andra Tommy Körberg. Under första halvan av 2008 spelade hon rockhäxan Antonia i Göteborgsoperans nyskrivna musikalsatsning Grymt.
Den 22 januari 2010 medverkade hon i Sveriges Televisions På spåret, där hon sjöng Neil Diamonds "Sweet Caroline" och "El cóndor pasa" som gjorts berömd av Simon and Garfunkel.
Den 6 februari 2010 medverkade hon i första deltävlingen av Melodifestivalen 2010 i Fjällräven Center i Örnsköldsvik med melodin "A Place to Stay". Låten slutade på åttonde och sista plats. Hon fick dock revansch när låten via nerladdning placerade sig som 12:a på svenska singeltopplistan.
År 2011 medverkade hon på Lustans Lakejers skiva Elixir, där hon tillsammans med Johan Kinde sjunger duetten "Eld & Vatten". 
Den 5 februari 2011 medverkade hon i första deltävlingen av Melodifestivalen 2011 i Luleå med melodin "Something in Your Eyes". Låten tog sig vidare till Andra chansen där den förlorade sin duell mot Love Generations låt "Dance Alone". Samma vår debuterade hon som programledare för det populära barn- och ungdomsprogrammet Ponnyakuten i Sveriges Television.
Silver ställde upp i Melodifestivalen 2013 som en del av den nybildade gruppen Swedish House Wives tillsammans med artistkollegorna Hanna Hedlund och Pernilla Wahlgren. I tävlingens andra deltävling 9 februari 2013 hamnade de på en sjätte plats med sin melodi "On Top of the World".
I juni 2017 meddelade Silver att hon vidareutbildat sig och framöver skulle arbeta som lokförare parallellt med arbetet som artist.
I januari 2020 släppte Silver singeln ”Lyfter ifrån marken” via skivbolaget Select Sweden. Låten är skriven av Silver tillsammans med Thomas Rödin Hulth, Thorgny Landgren och Rickard Bonde Truumeel.
2021 och 2022 släpptes 2 singlar, DTF Down To Funk (are U?) samt Funkin' All Night, med Silvertwins of Funk - ett musikkollektiv från Göteborg där Fronkpac (Fredrik Jahn) från Stonefunkers producerar. 
I juli 2025 kom uppföljaren I'm Your Girl. 
2023 släpptes 4 låtar med Sun Moon Sky, en alternative popduo bestående av Jenny Silver och Joe Hewitt. 

## Privat
Jenny Silver arbetar som timanställd lokförare, parallellt med artistrollen. Hon har två barn med Boris Glibusic  – en pojke (född 2012) och en flicka (född 2014).

## Diskografi

### Soloalbum
- Mitt julkort – 1994 (Jenny Öhlund)
- Lycklig – 1997
- Z – 2013 (Sinnamon Music)

### Band
- Holden – 2003
- Remote Control – 2007 (Manora Records)
- Silvertwins of Funk – 2021, 2022, 2025
- Sun Moon Sky – 2023, 2024

### Gästartist
- Duetterna – 2001 (Totta Näslund)
- Tro hopp och kärlek – 2002 (Åsa Jinder)
- "Svante Thuresson och vänner – Duetter" – 2007 (Svante Thuresson)
- Genom eld och vatten – 2011 (Lustans Lakejer)

## Sololåtar på Svensktoppen
- "Viva! Fernando Garcia" – 1994
- "Hemmets jul" – 1994-1995
- "Something in Your Eyes" – 2011

### Testades på Svensktoppen men missade listan
- "Allt eller ingenting" – 1997
- "När natten blir dag" – 1997
- "När livet är som bäst" – 1998
- "Lycklig" – 1998
- "Det vet bara jag" – 2001 (med Totta Näslund)
- "Nu är tid att leva" – 2002 (med Åsa Jinder och Tommy Nilsson)
- "Grand Hotel" – 2004
- "Ett äventyr" – 2007 (med Emrik)
- "On the top of the world" – 2013 (med Swedish House Wives)
- ”Lyfter ifrån marken” - 2020

## TV
Jenny Silver har medverkat i TV-program som Fångarna på fortet, Nyhetsmorgon, Kockduellen, Doobidoo, Sing along, Sommarkrysset, Fotbollsgalan, Så ska det låta (28 maj 2010), Ponnyakuten (som programledare, säsong 2), Melodifestivalen och Blåsningen (TV3 1996).

## Fotnoter
1. ↑  Sveriges befolkning
1990:
Ölund, Jenny Maria
2. 1 2  ”Jenny Silver byter spår - har tagit lokförarexamen”. HD. https://www.hd.se/2017-06-25/jenny-silver-vaxlar-spar-ska-kora-tag. Läst 26 juni 2017.
3. ↑  Candela - Historik Arkiverad 11 september 2011 hämtat från the Wayback Machine.